# مونتي هاريسون
مونتي هاريسون (بالإنجليزية: Monte Harrison)‏ هو لاعب كرة قدم أمريكية أمريكي، ولد في 10 أغسطس 1995 في ليز ساميت في الولايات المتحدة.

## وصلات خارجية
- مونتي هاريسون على موقع دوري كرة القاعدة الرئيسي (الإنجليزية)
- مونتي هاريسون على موقعبيزبول رفرنس.كوم (الدوري الرئيسي) (الإنجليزية)
- مونتي هاريسون على موقعبيزبول رفرنس.كوم (الدوري الثانوي) (الإنجليزية)
- مونتي هاريسون على موقع إي إس بي إن.كوم (أم.أل.بي) (الإنجليزية)
- مونتي هاريسون على موقع كلية كرة القدم في سبورتس رفرنس.كوم (الإنجليزية)